# 일로카노족
일로카노족(Ilocano people) 또는 일로코족(Iloko )은 필리핀에서 세 번째로 큰 민족 집단이다. 이들은 대체로 일로카노어를 말하고, 필리핀 일로코스 지방에서 거주하고 있다.

## 어원
일로카노(ilokano)라는 말은 ‘일로코’(iloko, yloco의 원시적 형태인)에서 기원하며, of(~의를 뜻하는)를 뜻하는 I-와 만(bay)을 뜻하는 look의 활용어이며, 일로카노어에서 ‘만에서’를 뜻하는 말이다.

## 본거지
일로칸디아는 일로카노족의 본거지를 일컫는 전통적인 용어이다. 북부 루손 본거지를 빼앗김으로 인해, 일로칸디아는 카가얀밸리 지방과 루손 중부로 흩어졌다.

## 사람
일노카노족은 약 9,136,00명에 달하며, 코르디레라스에 사는 소수의 일노카노족들이 이고로트족의 혈통을 가지고 있다.

### 언어
일로카노족은 일로코어를 말한다. 이것은 필리핀 북부의 오스트로네시안 어족의 일부이다. 이들 중에는 세부아노어(민다나오에 있는), 타갈로그어, 그리고 영어를 제2 언어로 사용한다.

### 종교
대부분의 일로카노족들은 기독교를 신봉하는데, 대개 로마 가톨릭교회이다. 반면 일부는 북일로코스주 기원된 필리핀 독립 교회를 다니고 있다.

### 이산
대부분의 미국계 필리핀 혼혈들은 일노카노 인들의 후손이다. 하와이에 사는 필리핀계 미국인 혼혈의 85%가 바로 이들이다.

## 같이 보기
- 필리핀의 민족